# ويليام جاي هاينز الثاني
ويليام جاي هاينز الثاني (بالإنجليزية: William J. Haynes, II)‏ هو محامي أمريكي، ولد في 30 مارس 1958.

## وصلات خارجية
- ويليام جاي هاينز الثاني على موقع إن إن دي بي (الإنجليزية)